# Grenda
Grenda är en lokaltidning som ges ut i Kvinnherads kommun i Hordaland fylke i Norge. Tidningen skrivs på nynorska och kommer ut på tisdagar, torsdagar och lördagar. Redaktionen håller till i Rosendal och bestod 2005 av sju redaktionsmedlemmar. Tidningen Sunnhordland trycker tidningen i Stords kommun. Grenda har lokaler på Skålagato i Rosendal. 
Grenda grundades 1951 av Olav Aurvold och senare övertog Knut Hass rollen som ägare och redaktör innan han sålde den vidare år 2000. Idag är Håvard Sætrevik redaktör. 
Tidningen Kvinnheringen som ges ut i Husnes är en konkurrent till Grenda.

## Upplaga
Antalet dagliga utgåvor:
- 2004: 2 912
- 2005: 2 758
- 2006: 2 733
- 2007: 2 622
- 2008: 2 550
- 2009: 2 415
- 2010: 2 376
- 2011: 2 364